# Felicio Brown Forbes
Felicio Ananda Brown Steinert (Berlín, Alemania, 28 de agosto de 1991) es un futbolista costarricense que juega de delantero centro y su equipo es el Yanbian Longding de la Primera Liga China.

## Biografía
Brown Forbes nació en Berlín, de padre costarricense, Astin Brown Forbes y madre alemana, Almut Steinert, pasando con ellos sus primeros años de vida en Limón. Cuando estos se separaron, su madre regresó a la capital alemana con él, por lo que terminó siendo criado con los valores de Alemania.
Ganó la Bundesliga sub-17 con el Hertha de Berlín en 2009.

## Selección nacional

### Categorías inferiores
Inicialmente, Brown Forbes estaba dispuesto a jugar internacionalmente por Costa Rica, pero más tarde fue convocado a las selecciones juveniles de Alemania, comenzando a dar prioridad a su país de nacimiento. Con la selección alemana sub-19 disputó cuatro partidos amistoso entre febrero y mayo de 2010, mientras que con la sub-20 del mismo país jugó una vez en febrero de 2011.

### Selección absoluta
El 1 de octubre de 2014 fue convocado por Paulo César Wanchope para los amistosos ante Omán y Corea del Sur, en una gira asiática en octubre.
El 10 de octubre de 2014 debutó con Costa Rica en donde ingresó en el minuto 67 por Cristian Gamboa ante Omán.
Después de 6 años desde su debut, Felicio era nuevamente convocado a la selección de Costa Rica, para enfrentarse ante Catar, inició el partido en la alineación titular, con una participación destacada, con varias llegadas al arco rival, fue de sustituido al minuto 57, finalizado el partido, Costa Rica empató ante Catar 1-1 en el marcador.
El 27 de marzo de 2021, volvía a tener participación esta vez ante la selección europea de Bosnia y Herzegovina, bajo la confianza del técnico Ronald González Brenes, Felicio finalizaba por primera vez un partido de 90 minutos, con la derrota en el marcador 0-0. Tres días después se enfrentaban ante la selección de México, Felicio apareció en la alineación titular, llegando a disputar 74 minutos, Costa Rica cayó derrotada ante México en el marcador 0-1.

## Estadísticas

### Clubes
Actualizado al último partido jugado el 10 de abril de 2024.
| Club                              | Div.          | Temporada     | Liga  | Liga  | Liga   | Copas nacionales | Copas nacionales | Copas nacionales | Copas internacionales | Copas internacionales | Copas internacionales | Total | Total | Total  |
| Club                              | Div.          | Temporada     | Part. | Goles | Asist. | Part.            | Goles            | Asist.           | Part.                 | Goles                 | Asist.                | Part. | Goles | Asist. |
| --------------------------------- | ------------- | ------------- | ----- | ----- | ------ | ---------------- | ---------------- | ---------------- | --------------------- | --------------------- | --------------------- | ----- | ----- | ------ |
| F. C. Nuremberg II · Alemania     |               |               |       |       |        |                  |                  |                  |                       |                       |                       |       |       |        |
| 4.ª                               | 2010-11       | 13            | 0     | 1     | —      | —                | —                | —                | —                     | —                     | 13                    | 0     | 1     |        |
| Total club                        | Total club    | 13            | 0     | 1     | 0      | 0                | 0                | 0                | 0                     | 0                     | 13                    | 0     | 1     |        |
| F. C. Carl Zeiss Jena · Alemania  |               |               |       |       |        |                  |                  |                  |                       |                       |                       |       |       |        |
| 3.ª                               | 2010-11       | 15            | 3     | 2     | 1      | 0                | 0                | —                | —                     | —                     | 16                    | 3     | 2     |        |
| Total club                        | Total club    | 15            | 3     | 2     | 1      | 0                | 0                | 0                | 0                     | 0                     | 16                    | 3     | 2     |        |
| Rot-Weiß Oberhausen · Alemania    |               |               |       |       |        |                  |                  |                  |                       |                       |                       |       |       |        |
| 3.ª                               | 2011-12       | 34            | 6     | 1     | 1      | 0                | 0                | —                | —                     | —                     | 35                    | 6     | 1     |        |
| Total club                        | Total club    | 34            | 6     | 1     | 1      | 0                | 0                | 0                | 0                     | 0                     | 35                    | 6     | 1     |        |
| F. C. Nuremberg II · Alemania     |               |               |       |       |        |                  |                  |                  |                       |                       |                       |       |       |        |
| 4.ª                               | 2012-13       | 16            | 2     | 1     | —      | —                | —                | —                | —                     | —                     | 16                    | 2     | 1     |        |
| Total club                        | Total club    | 16            | 2     | 1     | 0      | 0                | 0                | 0                | 0                     | 0                     | 16                    | 2     | 1     |        |
| FSV Frankfurt II · Alemania       |               |               |       |       |        |                  |                  |                  |                       |                       |                       |       |       |        |
| 4.ª                               | 2012-13       | 11            | 4     | 0     | —      | —                | —                | —                | —                     | —                     | 11                    | 4     | 0     |        |
| Total club                        | Total club    | 11            | 4     | 0     | 0      | 0                | 0                | 0                | 0                     | 0                     | 11                    | 4     | 0     |        |
| Krylya Sovetov Samara · Rusia     |               |               |       |       |        |                  |                  |                  |                       |                       |                       |       |       |        |
| 1.ª                               | 2013-14       | 15            | 0     | 0     | 1      | 0                | 0                | —                | —                     | —                     | 16                    | 0     | 0     |        |
| Total club                        | Total club    | 15            | 0     | 0     | 1      | 0                | 0                | 0                | 0                     | 0                     | 16                    | 0     | 0     |        |
| F. C. Ufa · Rusia                 |               |               |       |       |        |                  |                  |                  |                       |                       |                       |       |       |        |
| 1.ª                               | 2014-15       | 9             | 1     | 1     | 1      | 0                | 0                | —                | —                     | —                     | 10                    | 1     | 1     |        |
| Total club                        | Total club    | 9             | 1     | 1     | 1      | 0                | 0                | 0                | 0                     | 0                     | 10                    | 1     | 1     |        |
| Arsenal Tula · Rusia              |               |               |       |       |        |                  |                  |                  |                       |                       |                       |       |       |        |
| 2.ª                               | 2015-16       | 8             | 2     | 1     | —      | —                | —                | —                | —                     | —                     | 8                     | 2     | 1     |        |
| 1.ª                               | 2016-17       | 14            | 2     | 0     | —      | —                | —                | —                | —                     | —                     | 14                    | 2     | 0     |        |
| Total club                        | Total club    | 22            | 4     | 1     | 0      | 0                | 0                | 0                | 0                     | 0                     | 22                    | 4     | 1     |        |
| F. K. Anzhí Majachkalá · Rusia    |               |               |       |       |        |                  |                  |                  |                       |                       |                       |       |       |        |
| 1.ª                               | 2016-17       | 5             | 1     | 0     | —      | —                | —                | —                | —                     | —                     | 5                     | 1     | 0     |        |
| Total club                        | Total club    | 5             | 1     | 0     | 0      | 0                | 0                | 0                | 0                     | 0                     | 5                     | 1     | 0     |        |
| F. C. Amkar Perm · Rusia          |               |               |       |       |        |                  |                  |                  |                       |                       |                       |       |       |        |
| 1.ª                               | 2017-18       | 15            | 2     | 1     | 1      | 0                | 0                | —                | —                     | —                     | 16                    | 2     | 1     |        |
| Total club                        | Total club    | 15            | 2     | 1     | 1      | 0                | 0                | 0                | 0                     | 0                     | 16                    | 2     | 1     |        |
| Korona Kielce · Polonia           |               |               |       |       |        |                  |                  |                  |                       |                       |                       |       |       |        |
| 1.ª                               | 2018-19       | 19            | 3     | 1     | 1      | 0                | 0                | —                | —                     | —                     | 20                    | 3     | 1     |        |
| Total club                        | Total club    | 19            | 3     | 1     | 1      | 0                | 0                | 0                | 0                     | 0                     | 20                    | 3     | 1     |        |
| Raków Częstochowa · Polonia       |               |               |       |       |        |                  |                  |                  |                       |                       |                       |       |       |        |
| 1.ª                               | 2019-20       | 26            | 9     | 1     | 2      | 0                | 0                | —                | —                     | —                     | 28                    | 9     | 1     |        |
| 1.ª                               | 2020-21       | 1             | 0     | 0     | —      | —                | —                | —                | —                     | —                     | 1                     | 0     | 0     |        |
| Total club                        | Total club    | 27            | 9     | 1     | 2      | 0                | 0                | 0                | 0                     | 0                     | 29                    | 9     | 1     |        |
| Wisła Cracovia · Polonia          |               |               |       |       |        |                  |                  |                  |                       |                       |                       |       |       |        |
| 1.ª                               | 2020-21       | 23            | 7     | 3     | —      | —                | —                | —                | —                     | —                     | 23                    | 7     | 3     |        |
| 1.ª                               | 2021-22       | 18            | 2     | 0     | 2      | 3                | 0                | —                | —                     | —                     | 20                    | 5     | 0     |        |
| Total club                        | Total club    | 41            | 9     | 3     | 2      | 3                | 0                | 0                | 0                     | 0                     | 43                    | 12    | 3     |        |
| Wuhan Yangtze China               |               |               |       |       |        |                  |                  |                  |                       |                       |                       |       |       |        |
| 1.ª                               | 2022          | 30            | 12    | 1     | —      | —                | —                | —                | —                     | —                     | 30                    | 12    | 1     |        |
| Total club                        | Total club    | 30            | 12    | 1     | 0      | 0                | 0                | 0                | 0                     | 0                     | 30                    | 12    | 1     |        |
| Qingdao Jonoon China              |               |               |       |       |        |                  |                  |                  |                       |                       |                       |       |       |        |
| 1.ª                               | 2023          | 21            | 7     | 0     | 2      | 0                | 0                | —                | —                     | —                     | 23                    | 7     | 0     |        |
| Total club                        | Total club    | 21            | 7     | 0     | 2      | 0                | 0                | 0                | 0                     | 0                     | 23                    | 7     | 0     |        |
| East Bengal F. C. India           |               |               |       |       |        |                  |                  |                  |                       |                       |                       |       |       |        |
| 1.ª                               | 2023-24       | 11            | 1     | 0     | —      | —                | —                | —                | —                     | —                     | 11                    | 1     | 0     |        |
| Total club                        | Total club    | 11            | 1     | 0     | 0      | 0                | 0                | 0                | 0                     | 0                     | 11                    | 1     | 0     |        |
| Muangthong United F. C. Tailandia |               |               |       |       |        |                  |                  |                  |                       |                       |                       |       |       |        |
| 1.ª                               | 2024-25       | 14            | 4     | 0     | 2      | 2                | 0                | 6                | 4                     | 1                     | 22                    | 10    | 1     |        |
| Total club                        | Total club    | 14            | 4     | 0     | 2      | 2                | 0                | 6                | 4                     | ! 1                   | 22                    | 10    | 1     |        |
| Yanbian Longding China            |               |               |       |       |        |                  |                  |                  |                       |                       |                       |       |       |        |
| 2.ª                               | 2025          | 0             | 0     | 0     | —      | —                | —                | —                | —                     | —                     | 0                     | 0     | 0     |        |
| Total club                        | Total club    | 0             | 0     | 0     | 0      | 0                | 0                | 0                | 0                     | 0                     | 0                     | 0     | 0     |        |
| Total carrera                     | Total carrera | Total carrera | 304   | 64    | 14     | 12               | 3                | 0                | 0                     | 0                     | 0                     | 316   | 67    | 14     |
| 1. Fuente:Transfermarkt           |               |               |       |       |        |                  |                  |                  |                       |                       |                       |       |       |        |

## Vida privada
El origen del apellido "Forbes" es por medio de su padre costarricense Astin Brown Forbes, siendo su segundo apellido real como Steinert, por parte de su madre alemana Almut Steinert.